# Bagadjimbiri
Dans la mythologie des Aborigènes d'Australie (plus particulièrement Karadjeri), les Bagadhimbiri sont deux dieux créateurs et frères. Ils sortirent du sol sous la forme de dingos, créèrent les trous d'eau, et inventèrent la circoncision. Prenant forme humaine, les Bagadjimbiri commencèrent à se disputer avec Ngariman, une personne-chat. Il tua les deux frères, mais fut ensuite noyé par Dilga, leur mère, qui inonda le lieu du crime de son lait, ce qui redonna vie à ses fils. Les Bagadjimbiri se transformèrent finalement en serpents et s'en allèrent vivre dans le ciel, comme nuages.